# Fessanvilliers-Mattanvilliers
Fessanvilliers-Mattanvilliers è un comune francese di 174 abitanti situato nel dipartimento dell'Eure-et-Loir nella regione del Centro-Valle della Loira.

## Società

### Evoluzione demografica
Abitanti censiti